# Ківерцівський район
Кі́верцівський райо́н — колишній район Волинської області. Районний центр: Ківерці. Утворений район 27 січня 1940 року, в сучасних межах згідно з Указом Президії Верховної Ради УРСР від 8 грудня 1966 року. Населених пунктів — 75, сільських рад — 24, селищних — 2, міська — 1, районна — 1. Був розташований на південному сході області, територія становила 1,4 тис.кв.км, що становило 7 % від загальної території області.

## Історія
Ківерцівщина — це маленька частина України. З прадавніх часів жили наші предки на просторах Волинської землі. На берегах Стиру, Путилівки, Конопельки, їх численних притоках, над озерами, в лісових урочищах і по крутих пагорбах збереглись сліди доісторичних поселень і городищ, залишки староруських городів. Пам'ятки Палеоліту і Неоліту збереглися біля Липно, Носович, Кульчина, Цумані. В глибині століть замулились витоки давньоруських городів Олики, Чемерчина, Жидичина, Городищ і Хорлуп.
В 1149 році потрапляє на сторінки Іпатіївського літопису княже місто Чемерчин на річці Оличі.
Літопис Руський за 1227 рік згадує про поїздку Данила Галицького до Жидичинського монастиря на прощу до чудотворної ікони Святого Миколая.
Архітектурною перлиною середньовіччя називали хроністи Олику — родинне гніздо князів Радзивілів. Тут знаходиться найдавніша кам'яна споруда католицизму на Волині — храм Петра і Павла 1445 року, могутній оборонний замок 1564 року і величний костел 1640 року. Під Оликою та Цуманню тривали запеклі бої повстанських загонів під проводом Северина Наливайка з польськими військами в 1596 році.
Селянство краю активно підтримувало козацькі загони Богдана Хмельницького, допомагало козакам отамана Колодки штурмувати Олику в 1648 році та відкрило міську браму полковнику Максиму Кривоносу, який в 1651 році захопив Олицький замок.
Серед олицьких місцин, по навколишніх селах пропагував ідеї свободи великий український патріот і поет Данило Братковський.
Великими центрами ремесел і торгівлі в часи середньовіччя стали поряд з Оликою містечка Жидичин, Хорлупи, села Ківерці, Сильне, Дерно. В 40-х роках минулого століття в селі Омельне проживав відомий польський письменник Юзеф Крашевський, а в Ківерцях (нині — Прилуцьке) пройшли дитячі роки письменниці Габріели Запольської.
Заснування Ківерець пов'язане з будівництвом у 70-х роках XIX століття залізниці Київ — Ковель.
До 1939 р. сучасна територія району належала до Луцького повіту Волинського воєводства, яке було другим за площею серед тодішніх 17 воєводств Другої Речі Посполитої. Населені пункти входили до семи гмін з 12 Луцького повіту, а саме: Ківерці, Олика, Сильно, Тростянець, Піддубці, Рожище, Колки. З 1940 року на території були Олицький район /ліквідований 23.01.1957 року/, Цуманський район /ліквідований 30.12.1962 року/. Найбільший район на площі був з 01.01.1963 р. по 04.01.1965 р.
В 1964 році перейменовано багато населених пунктів, з 1965 року знято з обліку ряд хутірських поселень.
05.02.1965 Указом Президії Верховної Ради Української РСР передано Холоневичівську сільраду Маневицького району до складу Ківерцівського району.
З 14.09.1989 р. відновлено с. Йосипівка колишню назву — с.Яромель. З 25.06.1990 р. взято на облік с. Заброди, об'єднано села Гавчиці і Муравище в с. Муравище. З 15.06.1992 р. повернуте колишнє найменування с. Макаревичі — Омельне.

## Транспорт
Територією району проходять такі автошляхи: Н22, Р14, Т 0309 та Т 0312.
У районі є три залізничні станції: Дачне, Олика та Цумань. Також низка зупинних пунктів: 271 км, 305 км, Арматнюв, Веснянка, Жабки, Звірів, Пальче та Прилуцька.

## Адміністративний устрій
Район поділяється на 1 міську, 2 селищні і 24 сільських ради, що об'єднують 75 населених пунктів. Адміністративний центр — місто Ківерці.

## Політика
25 травня 2014 року відбулися Президентські вибори України. У межах Ківерцівського району було створено 77 виборчих дільниць. Явка на виборах складала — 74,63 % (проголосували 36 230 із 48 548 виборців). Найбільшу кількість голосів отримав Петро Порошенко — 49,94 % (18 094 виборців); Юлія Тимошенко — 19,93 % (7 222 виборців), Олег Ляшко — 14,92 % (5 404 виборців), Анатолій Гриценко — 5,20 % (1 885 виборців), Олег Тягнибок — 3,60 % (1 305 виборців). Решта кандидатів набрали меншу кількість голосів. Кількість недійсних або зіпсованих бюлетенів — 0,65 %.

## Природно-заповідний фонд
Національні природні парки:
- Цуманська Пуща (загальнодержавного значення)

Ботанічні заказники:
- Лісова алея

Загальнозоологічні заказники:
- Берестянський, Зубр, Кемпа, Різнолісся

Ландшафтні заказники:
- Кормин (загальнодержавного значення)

Лісові заказники:
- Мощаницький, Сяньків Луг, Цуманський

Орнітологічні заказники:
- Муравище-1, Муравище-2

Ботанічні пам'ятки природи:
- Богуславський ялинник, Городищенські дуби, Ділянка лісу-1, Ділянка лісу-2, Дуб-велетень, Дуби-велетні, Дубове урочище «Рудочка», Дубовик, Дубово-соснове насадження, Дубососнина, Дуб-патріарх, Лісодуб, Меморіальна діброва, Муравищенська діброва, Сокиричі, Чистий дубняк, Ясен звичайний

Гідрологічні пам'ятки природи:
- Гор'янівські джерела, Озеро, Озерце, Путилівка, Цуманські джерела

Зоологічні пам'ятки природи:
- Урочище Ревні

Комплексні пам'ятки природи:
- Горинські Крутосхили (загальнодержавного значення)

Заповідні урочища:
- Божетарня і Культура, Діброва, Діброва-1, Дубово-сосновий ліс-1, Дубово-сосновий ліс-2, Дубово-сосновий ліс-3, Дубово-сосновий ліс-4, Дубово-сосновий ліс-5, Зозулині черевички, Ківерцівська Дача-1, Ківерцівська Дача-6, Ківерцівське, Мощаницька Дача, Насадження сосни, Папики, Цуманська Пуща

Парки-пам'ятки садово-паркового мистецтва:
- Макаревичівський

## Пам'ятки
- Перелік пам'яток історії Ківерцівського району
- Перелік пам'яток археології Ківерцівського району
- Перелік пам'яток монументального мистецтва Ківерцівського району
- Пам'ятки архітектури Ківерцівського району
- Про новий національний парк «Цуманський»: Нові заповідники та національні парки північної України. З серії «Новий злет природно-заповідної справи на Україні» [Архівовано 27 лютого 2021 у Wayback Machine.]